# Roswitha Raudaschl

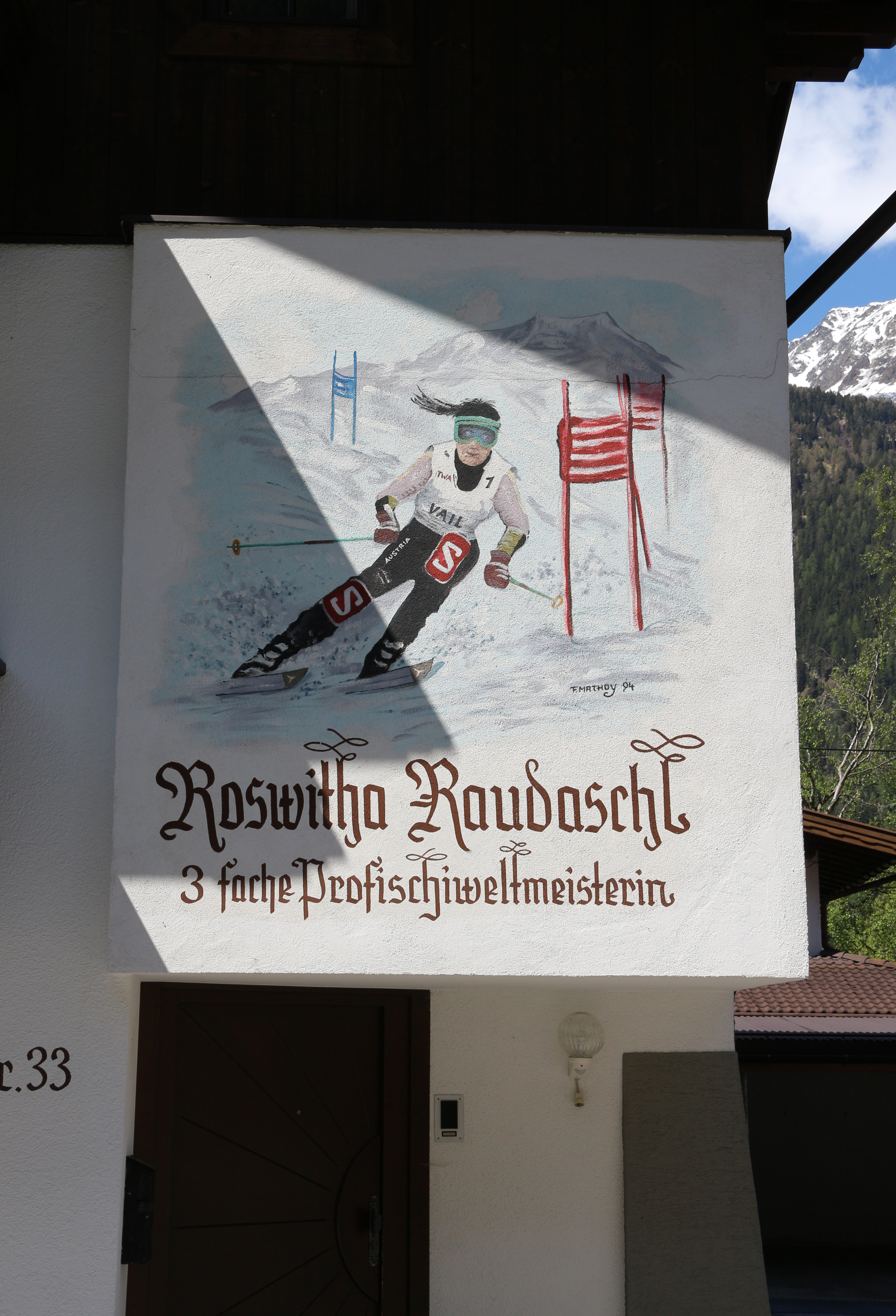
Wandmalerei von Roswitha Raudaschl in Längenfeld, Tirol.

Roswitha Raudaschl (* 11. September 1967) ist eine ehemalige österreichische Schirennläuferin. Sie gewann dreimal die Women’s Pro Ski Tour und zugleich Profiweltmeisterschaften und 37 Profischirennen.

## Biografie
Raudaschl kam mit 2 ½ Jahren zum Schisport und fuhr für den WSV St. Wolfgang, der dem Salzburger Landesschiverband zugeordnet ist. Zusammen mit dem späteren Schiweltmeister Rudi Nierlich (1989, 1991) wurde sie von dessen Vater trainiert, ehe beide in die Schihauptschule Windischgarsten nach Oberösterreich wechselten. In der Jugend fuhr sie wieder im Salzburger Landeskader.
Nachdem sie die Schihandelsschule in Schladming absolviert hatte und in keinem der ÖSV-Kader aufschien, wechselte sie mit 19 Jahren 1987 zur amerikanischen Profischitour.
Sie gewann sogleich die ersten beiden Profirennen im Januar 1987 in Beaver Creek, Colorado und kämpfte bis zum letzten Rennen um den Toursieg. Sie musste sich aber ganz knapp der amerikanischen Weltmeisterin Cathy Bruce geschlagen geben. Die im Format Parallelslalom und Parallel RSL mit 2 bis 3 eingebauten Schanzen ausgetragenen Rennen,
waren perfekt für die zierliche Rennläuferin. Roswitha Raudaschl wurde mit dem Rooky of the Year Award 1987 ausgezeichnet.
In den Saisons 1987/88, 1990/91, 1991/92 konnte sie dreimal die Gesamtwertung und zugleich Weltmeisterschaften gewinnen.
1989 wurde sie Japan Series Champion in Hatoriko, Japan. 1991 wurde sie unter die Top-10-Finalistinnen für den „Sportswomen of the Year Award“ in den USA in der Kategorie Profisport Schisport nominiert.
In der Saison 1992/93 gewann sie zehn Rennen, doch trotz der vielen Siege konnte die Weltmeisterin Catharina Glasser Bjerner aus Schweden ihren Titel zurückerobern.
Sie konnte sich dreimal zum Chrysler Series Champion küren und war mit 37 Siegen und nochmal so vielen Podiumsplätzen eine der erfolgreichsten Schiprofis. Österreichs Profiweltmeisterin gewann im Jänner 1994 bereits 2 Parallelslaloms und einen RSL, ehe sie sich in Keystone, Colorado am 30. Jänner 1994 im Semifinale des Slaloms, einen schweren Knöcheltrümmerbruch zuzog. Das bedeutete das Karriereende.
Raudaschl ist Mutter eines Sohnes. Sie betreibt ein Hotel und Geschäft in St. Wolfgang und ein Appartementhaus in Längenfeld im Ötztal.

## Erfolge

### US Pro Ski Tour
Profiweltmeisterin und Profitoursiegerin 1988, 1990/91, 1991/92
- Saison 1987     3 Siege
- Saison 1987/88  6 Siege
- Saison 1988/89  3 Siege
- Saison 1988/89  Japan Series Champion
- Saison 1990/91  5 Siege
- Saison 1990/91  Chrysler Series Champion USA
- Saison 1991/92  7 Siege
- Saison 1991/92  Chrysler Series Champion USA
- Saison 1992/93  10 Siege
- Saison 1992/93  Chrysler Series Champion USA
- Saison 1993/94  3 Siege